# Делиц (Заале)
Делиц (нем. Dehlitz) — община в Германии, в земле Саксония-Анхальт. Входит в состав города Лютцен района Вайсенфельс.
Население составляет 574 человека (на 31 декабря 2006 года). Занимает площадь 7,16 км².
Впервые упоминается в 993 году.
До 31 декабря 2010 года Делиц имела статус общины (коммуны). Подразделялась на 2 сельских округа. 1 января 2011 года вошла в состав города Лютцена.

## Достопримечательности
Церковь, построенная в 1500 году.